# Parlamentul României
Parlamentul României este legislativul național bicameral al României, alcătuit din Senat și Camera Deputaților. Acestea se întâlnesc la Palatul Parlamentului din București.
Înainte de modificarea Constituției în 2003, cele două camere aveau atribuții identice. Un text de lege trebuia aprobat de ambele camere. Dacă textul era diferit, se forma o comisie specială, numită comisie de mediere, compusă din deputați și senatori, care „negocia” între cele două camere forma viitoarei legi. Raportul acestei comisii trebuia aprobat într-o sesiune comună a Parlamentului.
După referendumul din 2003, o lege trebuie încă aprobată de ambele camere, dar fiecare cameră are domeniile desemnate pentru a delibera înaintea celeilalte, în calitate de „cameră decizională”. Dacă prima cameră adoptă o propunere de lege (referitoare la competențele sale), aceasta este transmisă celeilalte camere, care o poate aproba sau respinge. Dacă aceasta face amendamente, proiectul este trimis înapoi la camera decizională, ale cărei decizii sunt finale.
În 2009, a avut loc un referendum pentru a consulta populația despre transformarea Parlamentului într-un corp unicameral și reducerea numărului de reprezentanți la 300. Deși referendumul a fost validat, rezultatele nu sunt obligatorii, fiind necesar un alt referendum care să menționeze explicit modificarea constituției pentru a realiza acest lucru.

## Alegeri parlamentare
Alegerile parlamentare în România reprezintă alegerile care desemnează membrii celor două Camere ale Parlamentului României: Camera Deputaților și Senatul.
Alegerile se bazează pe principiul reprezentării proporționale, conform căruia toate locurile din cele două Camere sunt oferite în funcție de proporția de voturi pe care fiecare partid politic participant a obținut-o în fiecare circumscripție electorală.
Dacă rămân voturi în plus, fie ele neutilizate sau inferioare coeficientului electoral, acestea sunt atribuite Biroului Electoral Central (BEC) cu scopul de a fi repartizate în mod centralizat.

## Atribuții
Conform Constituției României, Parlamentul adoptă legi constituționale, legi organice și legi ordinare.

## Funcționare
Parlamentul împreună cu Guvernul au și dreptul de inițiativă legislativă. De asemenea, o propunere legislativă poate fi înaintată și de către un grup de minim 100.000 de persoane cu drept de vot din cel puțin un sfert din județele țării. 
Ședințele celor două camere se desfășoară separat, articolul 65 din Constituția României definind situațiile în care au loc ședințe comune.

### Procedura legislativă
În comparație cu alte țări cu parlamente bicamerale, diferența dintre atributele celor două camere este mică, o lege trebuind să fie votată de ambele camere pentru a fi promulgată. În articolul 75, Constituția României definește situațiile în care Camera Deputaților este prima cameră sesizată, și astfel cea care are decizia finală în caz de divergențe. Senatul este prima cameră sesizată în toate celelalte situații. Proiectele de legi și propunerile legislative se supun spre dezbaterea primei camere sesizate, care trebuie să se pronunțe într-un termen de 45 de zile (60 de zile în cazuri speciale) altfel proiectul este considerat adoptat.
După adoptarea sau respingerea proiectului sau a propunerii legislative, cealaltă Cameră decide definitiv, iar dacă aceasta este de acord, propunerea este adoptată, altfel este rolul primei camere sesizate de a da o decizie definitivă. 
Legea este promulgată de către Președintele României. Este așadar autentificată și investită cu formulă executorie, aceasta fiind trimisă spre publicare în Monitorul Oficial, cu scopul intrării sale în vigoare. Promulgarea se face în termen de cel mult 20 de zile de la primirea legii.
Președintele, însă, poate refuza promulgarea, pe temeiuri legale sau constituționale. În cazul cererii unui control de constituționalitate, legea este încredințată Curții Constituționale, pentru ca aceasta să formuleze o decizie finală în acest sens.

## Membri
Membrii Camerei Deputaților și ai Senatului sunt aleși prin vot universal în cele 42 de circumscripții electorale, corespunzătoare celor 41 de județe și Municipiului București. În legislativul 2004-2008 Senatul are un număr de 137 de membri iar Camera Deputaților are 332 de membri. Diferența numărului de membri se datorează normei de reprezentare diferite de la o Cameră la alta. Astfel, norma de reprezentare pentru alegerea Camerei Deputaților este de un deputat la 73.000 locuitori, iar pentru alegerea Senatului este de un senator la 168.000 locuitori. 
Sistemul electoral este unul proporțional (membrii se aleg din toate partidele care au depășit pragul electoral de 5% din totalul voturilor exprimate în baza unui algoritm). Alegerile se țin o dată la patru ani, și sunt făcute printr-un sistem de reprezentare proporțională cu vot în colegii uninominale. Ultimele alegeri au avut loc la 6 decembrie 2020. În Camera Deputaților mai sunt primiți și câte un reprezentant al fiecărei minorități naționale recunoscute. În urma alegerilor parlamentare din 9 decembrie 2012 numărul de parlamentari a crescut de la 470 la 588. Ulterior numarul de parlamentari a scazut din nou, de data aceasta la 466, prin legea 208/2015.

## Comisii
Cele 6 comisii comune sunt:

– Comisia comună permanentă a Camerei Deputaților și Senatului pentru exercitarea controlului parlamentar asupra activității SRI; 
 – Comisia parlamentară specială pentru controlul activității Serviciului de Informații Externe; 
 – Comisia parlamentară a revoluționarilor din Decembrie 1989; 
 – Comisia comună pentru integrare europeană dintre Parlamentul României și Parlamentul Republicii Moldova; 
 – Comisia permanentă a Camerei Deputaților și Senatului privind Statutul deputaților și al senatorilor, organizarea și funcționarea ședințelor comune ale Camerei Deputaților și Senatului; 
 – Comisia permanentă comună a Camerei Deputaților și Senatului pentru relația cu UNESCO

## Canale de comunicare
Parlamentul României perminte doar comunicarea în scris pe format material din partea cetățenilor. Canalele de comunicare media de tip electronic sunt deficitare, blocate sau inexistente.

## Istoric
Regulamentul Organic adoptat în 1831 în Țara Românească și un an mai târziu în Moldova a reprezentat fundamentul instituției parlamentare în Principatele Române. Convenția de la Paris din 7/19 august 1858 a modificat și lărgit principiul de reprezentare națională , iar prin Statutul Dezvoltător al Convenției de la Paris, adoptat prin plebiscitul din 23-26 mai/4-7 iunie 1864 s-a introdus Corpul Ponderator, redenumit ulterior Senat ca cea de a doua cameră.
Această nouă lege electorală conferă dreptul de vot doar bărbaților de peste 25 de ani și care aveau un venit anual de peste 100 de galbeni.
La aceștia se adăugau, fără condiții de cens, preoții, institutorii, profesorii, licențiații și doctorii, precum și cei care practicau profesii liberale și pensionarii cu o pensie anuală de cel puțin 3.000 lei.
Constituția din 1866 a definit funcționarea Parlamentului în concordanță cu modul de organizare și funcționare a parlamentelor Europei Occidentale din acea vreme. Declarația de independență a României din 10 Mai 1877 (citită în Adunarea Deputaților, de către Mihail Kogălniceanu, cu o zi înainte) și actele de unire de la sfârșitul Primului Război Mondial au fost printre cele mai importante documente adoptate de Parlament în istoria României moderne.
În perioada 1881 - 1947, România a fost o monarhie parlamentară.
Din februarie 1938, odată cu instaurarea dictaturii regale a Regelui Carol al II-lea și în 1940 după instaurarea dictaturii militare, rolul parlamentului a fost diminuat, el fiind lipsit de principalele sale atribuții. În perioada comunistă, prin Constituția din 1948, parlamentul a fost reorganizat, ca o adunare unicamerală, Marea Adunare Națională, organism formal, subordonat total puterii comuniste.
După Revoluția din Decembrie 1989, prin Constituția din 1991 rolul Parlamentului a fost restabilit, ca organism de bază al regimului democratic pluripartid.
După Referendumul de independență a Ucrainei, în declarația din 28 noiembrie 1991, Parlamentul României a afirmat că: ... acest referendum nu poate avea valabilitate în privința teritoriilor românești anexate abuziv de fosta U.R.S.S., teritorii care nu au aparținut niciodată Ucrainei și sunt de drept ale României. Parlamentul României solicită guvernului țării să înceapă de urgență negocieri cu autoritățile de la Kiev în problema teritoriilor românești anexate cu forța de U.R.S.S..  

### Istoria compoziției Parlamentului României

#### 1990-2000
|  | PSM | FSN | FDSN/PDSR | UDMR | USD/PD | CDR | PNȚCD | PNL | PRM | PUNR | Minoritățile naționale | Alții |

| 354 | 41 | 13 | 39 | 11 | 12 | 42 |

| 18 | 156 | 39 | 61 | 82 | 22 | 44 | 13 | 5 |

| 132 | 36 | 76 | 175 | 27 | 25 | 15 |

| 210 | 39 | 34 | 33 | 121 | 18 |

#### 2004-2012
|  | PSD | PUR/PC | UDMR | PD/PDL | PNL | PP-DD | PRM | Minoritățile naționale |

| 159 | 15 | 32 | 68 | 95 | 69 | 18 |

| 159 | 5 | 31 | 166 | 93 | 18 |

| 209 | 27 | 80 | 150 | 68 | 18 |

#### Din 2016
|  | PSD | ALDE | UDMR | PNL | USR | PMP | AUR | SOS RO | POT | Minoritățile naționale |

| 221 | 29 | 30 | 99 | 43 | 26 | 18 |

| 157 | 30 | 134 | 80 | 47 | 18 |

| 133 | 32 | 71 | 59 | 92 | 39 | 31 | 18 |

### Lista președinților camerelor
Constituțiile României din 1866, 1923, 1938 precizează că președinții adunării sunt aleși la începutul fiecărei sesiuni. Această tradiție a fost păstrată în primii ani ai Republicii Populare. În timpurile moderne, ambii președinți ai Camerei Deputaților și ai Senatului sunt aleși pe toată durata mandatului acelei camere. În circumstanțe speciale, președinții camerelor pot fi revocați.
Poziția politică a președinților adunării înainte de dezvoltarea unui sistem modern de partid este arătată de:
| C (Conservator)      | CM (Conservator moderat) |
| LR (Liberal radical) | LM (Liberal moderat)     |

Poziția politică a președinților adunării după dezvoltarea sistemului modern al partidelor politice este notată astfel: 
| PNL = Partidul Național Liberal (din prezent)/istoric                                                                                              | PC = Partidul Conservator                                                           |
| PNR/PȚB/PNȚ/PNȚCD = Partidul Național Român/Partidul Țărănesc din Basarabia/Partidul Național Țărănesc/Partidul Național Țărănesc Creștin Democrat | PP = Partidul Poporului                                                             |
| PCD = Partidul Conservator-Democrat | PCP = Partidul Conservator Progresist                                               |
| PND = Partidul Naționalist-Democrat | PNC = Partidul Național Creștin                                                     |
| FRN = Frontul Renașterii Naționale (din 1940 PN; Partidul Națiunii)                                                                                | FP = Frontul Plugarilor                                                             |
| PMR = Partidul Muncitoresc Român (din 1965 PCR; Partidul Comunist Român)                                                                           | FSN/PD/PDL = Frontul Salvării Naționale/Partidul Democrat/Partidul Democrat Liberal |
| PDSR = Partidul Democrației Sociale din România (din 2001 PSD; Partidul Social Democrat)                                                           | ALDE = Alianța Liberalilor și Democraților                                          |
| USR PLUS = Uniunea Salvați România și Partidul Libertate, Unitate și Solidaritate                                                                  | Mil. = Militar                                                                      |
| Ind. = Independent |                                                                                     |

#### Secolul al XIX-lea
| An. elec.  | Leg. nr. | CAMERA INFERIOARĂ    | CAMERA INFERIOARĂ               | CAMERA INFERIOARĂ    | CAMERA INFERIOARĂ    | CAMERA INFERIOARĂ    | CAMERA INFERIOARĂ    | CAMERA INFERIOARĂ    | CAMERA SUPERIOARĂ                  | CAMERA SUPERIOARĂ               | CAMERA SUPERIOARĂ         | CAMERA SUPERIOARĂ         | CAMERA SUPERIOARĂ         | CAMERA SUPERIOARĂ         | CAMERA SUPERIOARĂ         |
| An. elec.  | Leg. nr. | #                    | Nume                            | Portret              | Născut-decedat       | A preluat funcția    | A părăsit funcția    | Partid               | #                                  | Nume                            | Portret                   | Născut-decedat            | A preluat funcția         | A părăsit funcția         | Partid                    |
| ---------- | -------- | -------------------- | ------------------------------- | -------------------- | -------------------- | -------------------- | -------------------- | -------------------- | ---------------------------------- | ------------------------------- | ------------------------- | ------------------------- | ------------------------- | ------------------------- | ------------------------- |
| 1862       | I        | Adunarea Deputaților | Adunarea Deputaților            | Adunarea Deputaților | Adunarea Deputaților | Adunarea Deputaților | Adunarea Deputaților | Adunarea Deputaților | Nu a fost încă înființată          | Nu a fost încă înființată       | Nu a fost încă înființată | Nu a fost încă înființată | Nu a fost încă înființată | Nu a fost încă înființată | Nu a fost încă înființată |
| 1862       | I        | 1                    | Mitropolit-primat Nifon Rusailă |                      |                      | 24 ianuarie 1862     | 2 mai 1864           | Ind.                 | Nu a fost încă înființată          | Nu a fost încă înființată       | Nu a fost încă înființată | Nu a fost încă înființată | Nu a fost încă înființată | Nu a fost încă înființată | Nu a fost încă înființată |
| 1864       | II       | 2                    | Alexandru Emanoil Florescu      |                      | 1822–1907            | 29 decembrie 1864    | 25 iunie 1865        | C                    | Corpul Ponderator                  | Corpul Ponderator               | Corpul Ponderator         | Corpul Ponderator         | Corpul Ponderator         | Corpul Ponderator         | Corpul Ponderator         |
| 1864       | II       | 2                    | Alexandru Emanoil Florescu      | 1                    | 1822–1907            | 29 decembrie 1864    | 25 iunie 1865        | C                    | Mitropolit-primat Nifon Rusailă    |                                 |                           | 6 decembrie 1864          | 1 iunie 1866              | Ind.                      |                           |
| 1864       | II       | 3                    | Emanoil Costache Epureanu       | 1                    |                      | 1823–1880            | 12 decembrie 1865    | 3 ianuarie 1866      | Mitropolit-primat Nifon Rusailă    | C                               |                           | 6 decembrie 1864          | 1 iunie 1866              | Ind.                      |                           |
| 1864       | II       | 4                    | Nicolae Catargiu                | 1                    |                      | 1830–1882            | 9 ianuarie 1866      | 12 febuarie 1866     | Mitropolit-primat Nifon Rusailă    | C                               |                           | 6 decembrie 1864          | 1 iunie 1866              | Ind.                      |                           |
| 1866 (Apr) | III      | (3)                  | Emanoil Costache Epureanu       |                      | 1823–1880            | 9 mai 1866           | 6 iulie 1866         | C                    | Senat                              | Senat                           | Senat                     | Senat                     | Senat                     | Senat                     | Senat                     |
| 1866 (Apr) | III      | (3)                  | Emanoil Costache Epureanu       | (1)                  | 1823–1880            | 9 mai 1866           | 6 iulie 1866         | C                    | Mitropolit-primat Nifon Rusailă    |                                 |                           | 1 June 1866               | 6 June 1868               | Ind.                      |                           |
| 1866 (Nov) | IV       | 5                    | Lascăr Catargiu                 | (1)                  |                      | 1823–1899            | 12 decembrie 1866    | 1 noiembrie 1867     | Mitropolit-primat Nifon Rusailă    | C                               |                           | 1 June 1866               | 6 June 1868               | Ind.                      |                           |
| 1866 (Nov) | IV       | 6                    | Anastasie Fătu                  |                      | 1816–1886            | 15 ianuarie 1868     | 15 noiembrie 1868    | LR                   | 2                                  | Ștefan Golescu                  |                           | 1809–1874                 | 6 septembrie 1868         | 15 noiembrie 1868         | LR                        |
| 1866 (Nov) | IV       | 7                    | Ion C. Brătianu                 |                      | 1821–1891            | 18 noiembrie 1868    | 29 ianuarie 1869     | LR                   | 3                                  | Nicolae Golescu                 |                           | 1810–1877                 | 18 noiembrie 1868         | 9 ianuarie 1869           | LR                        |
| 1869       | V        | 8                    | Costache Negri                  |                      | 1812–1876            | 8 mai 1869           | 17 noiembrie 1869    | LM                   | 4                                  | Alexandru Plagino               |                           | 1821–1894                 | 2 septembrie 1869         | 4 Martie 1871             | CM                        |
| 1869       | V        | 9                    | Grigore Balș                    |                      | -1895                | 20 noiembrie 1869    | 1 mai 1870           | CM                   | 4                                  | Alexandru Plagino               |                           | 1821–1894                 | 2 septembrie 1869         | 4 Martie 1871             | CM                        |
| 1870       | VI       | 10                   | Gheorghe Costa-Foru             |                      | 1820–1876            | 2 iulie 1870         | 3 febuarie 1871      | C                    | 4                                  | Alexandru Plagino               |                           | 1821–1894                 | 2 septembrie 1869         | 4 Martie 1871             | CM                        |
| 1870       | VI       | 11                   | Nicolae Păcleanu                |                      |                      | 5 febuarie 1871      | 16 Martie 1871       | LR                   | 4                                  | Alexandru Plagino               |                           | 1821–1894                 | 2 septembrie 1869         | 4 Martie 1871             | CM                        |
| 1871       | VII      | 12                   | Dimitrie Ghica                  |                      | 1816–1897            | 26 mai 1871          | 17 febuarie 1876     | C                    | (1)                                | Mitropolit-primat Nifon Rusailă |                           |                           | 4 martie 1871             | 5 mai 1875                | Ind.                      |
| 1875       | VIII     | 12                   | Dimitrie Ghica                  | 5                    | 1816–1897            | 26 mai 1871          | 17 febuarie 1876     | C                    | Mitropolit-primat Calinic Miclescu |                                 |                           | 9 iunie 1875              | 25 martie 1879            | Ind.                      |                           |
| 1875       | VIII     | 13                   | Constantin N. Brăiloiu          | 5                    |                      | 1809/10 - 1889       | 18 febuarie 1876     | 3 mai 1876           | Mitropolit-primat Calinic Miclescu | C                               |                           | 9 iunie 1875              | 25 martie 1879            | Ind.                      |                           |
| 1876       | IX       | 14                   | Constantin A. Rosetti           | 5                    |                      | 1816–1885            | 25 June 1876         | 26 May 1878          | Mitropolit-primat Calinic Miclescu | PNL                             |                           | 9 iunie 1875              | 25 martie 1879            | Ind.                      |                           |
| 1876       | IX       | 15                   | Gheorghe Vernescu               | 5                    |                      | 1829–1900            | 6 iunie 1878         | 15 noiembrie 1878    | Mitropolit-primat Calinic Miclescu | PNL                             |                           | 9 iunie 1875              | 25 martie 1879            | Ind.                      |                           |
| 1876       | IX       | (14)                 | Constantin A. Rosetti           | 5                    |                      | 1816–1885            | 17 noiembrie 1878    | 9 iunie 1881         | Mitropolit-primat Calinic Miclescu | PNL                             |                           | 9 iunie 1875              | 25 martie 1879            | Ind.                      |                           |
| 1879       | X        | (14)                 | Constantin A. Rosetti           | 6                    | Constantin Bosianu   | 1816–1885            | 17 noiembrie 1878    | 9 iunie 1881         |                                    | PNL                             | 1815–1882                 | 25 mai 1879               | 15 noiembrie 1879         | PNL                       |                           |
| 1879       | X        | (14)                 | Constantin A. Rosetti           | 7                    | Dimitrie Ghica       | 1816–1885            | 17 noiembrie 1878    | 9 iunie 1881         |                                    | PNL                             | 1816–1897                 | 17 noiembrie 1879         | 8 septembrie 1888         | PNL                       |                           |
| 1881       | XI       | 16                   | Dimitrie C. Brătianu            | 7                    | Dimitrie Ghica       |                      | 1818–1892            | 9 iunie 1881         | 21 octombrie 1882                  | PNL                             | 1816–1897                 | 17 noiembrie 1879         | 8 septembrie 1888         | PNL                       |                           |
| 1881       | XI       | 17                   | Dimitrie Lecca                  | 7                    | Dimitrie Ghica       |                      | 1832–1888            | 21 octombrie 1882    | 5 martie 1883                      | PNL                             | 1816–1897                 | 17 noiembrie 1879         | 8 septembrie 1888         | PNL                       |                           |
| 1883       | XII      | (14)                 | Constantin A. Rosetti           | 7                    | Dimitrie Ghica       |                      | 1816–1885            | 16 mai 1883          | 17 octombrie 1883                  | PNL                             | 1816–1897                 | 17 noiembrie 1879         | 8 septembrie 1888         | PNL                       |                           |
| 1883       | XII      | (17)                 | Dimitrie Lecca                  | 7                    | Dimitrie Ghica       |                      | 1832–1888            | 19 octombrie 1883    | 4 iulie 1888                       | PNL                             | 1816–1897                 | 17 noiembrie 1879         | 8 septembrie 1888         | PNL                       |                           |
| 1884       | XIII     | (17)                 | Dimitrie Lecca                  | 7                    | Dimitrie Ghica       |                      | 1832–1888            | 19 octombrie 1883    | 4 iulie 1888                       | PNL                             | 1816–1897                 | 17 noiembrie 1879         | 8 septembrie 1888         | PNL                       |                           |
| 1888       | XIV      | (5)                  | Lascăr Catargiu                 |                      | 1823–1899            | 10 noiembrie 1888    | 14 ianuarie 1889     | PC                   | 8                                  | Ion Emanoil Florescu            |                           | 1819–1893                 | 4 noiembrie 1888          | 7 decembrie 1889          | PC                        |
| 1888       | XIV      | 18                   | Constantin Grădișteanu          |                      | 1833–1890            | 19 ianuarie 1889     | 16 noiembrie 1889    | PC                   | 9                                  | Nicolae Crețulescu              |                           | 1812–1900                 | 13 decembrie 1889         | 6 iunie 1890              | PC                        |
| 1888       | XIV      | 19                   | Gheorghe Grigore Cantacuzino    |                      | 1833–1913            | 16 noiembrie 1889    | 22 febuarie 1891     | PC                   | (8)                                | Ion Emanoil Florescu            |                           | 1819–1893                 | 17 noiembrie 1890         | 21 febuarie 1891          | PC                        |
| 1891       | XV       | 20                   | Gheorghe Rosnovanu              |                      | 1832–1904            | 3 mai 1891           | 11 decembrie 1891    | PC                   | 10                                 | Constantin Boerescu             |                           | 1845–1928                 | 1 martie 1891             | 11 decembrie 1891         | PC                        |
| 1892       | XVI      | 21                   | Gheorghe Manu                   |                      | 1833–1911            | 26 febuarie 1892     | 24 octombrie 1895    | PC                   | 11                                 | Gheorghe Grigore Cantacuzino    |                           | 1833–1913                 | 25 febuarie 1892          | 24 octombrie 1895         | PC                        |
| 1895       | XVII     | 22                   | Petre S. Aurelian               |                      | 1833–1909            | 9 decembrie 1895     | 21 noiembrie 1896    | PNL                  | (7)                                | Dimitrie Ghica                  |                           | 1816–1897                 | 9 decembrie 1895          | 15 febuarie 1897          | PNL                       |
| 1895       | XVII     | 22                   | Petre S. Aurelian               | 12                   | 1833–1909            | 9 decembrie 1895     | 21 noiembrie 1896    | PNL                  | Dimitrie Alexandru Sturdza         |                                 | 1833–1914                 | 20 febuarie 1897          | 31 martie 1897            | PNL                       |                           |
| 1895       | XVII     | 23                   | Dimitrie Gianni                 |                      | 1832–1902            | 23 noiembrie 1896    | 21 aprilie 1899      | PNL                  | 13                                 | Eugeniu Stătescu                |                           | 1836–1905                 | 31 martie 1897            | 18 noiembrie 1897         | PNL                       |
| 1895       | XVII     | 23                   | Dimitrie Gianni                 | 14                   | 1832–1902            | 23 noiembrie 1896    | 21 aprilie 1899      | PNL                  | Nicolae Gane                       |                                 | 1838–1916                 | 18 noiembrie 1897         | 21 aprilie 1899           | PNL                       |                           |
| 1899       | XVIII    | 24                   | Constantin Olănescu             |                      | 1845–1928            | 13 iunie 1899        | 21 septembrie 1900   | PC                   | (10)                               | Constantin Boerescu             |                           | 1836–1908                 | 13 iunie 1899             | 14 febuarie 1901          | PC                        |
| 1899       | XVIII    | (19)                 | Gheorghe Grigore Cantacuzino    |                      | 1833–1913            | 25 septembrie 1900   | 14 febuarie 1901     | PC                   | (10)                               | Constantin Boerescu             |                           | 1836–1908                 | 13 iunie 1899             | 14 febuarie 1901          | PC                        |

#### Secolul al XX-lea
| An. elec. | Leg. nr. | CAMERA INFERIOARĂ       | CAMERA INFERIOARĂ              | CAMERA INFERIOARĂ       | CAMERA INFERIOARĂ       | CAMERA INFERIOARĂ       | CAMERA INFERIOARĂ       | CAMERA INFERIOARĂ       | CAMERA SUPERIOARĂ            | CAMERA SUPERIOARĂ            | CAMERA SUPERIOARĂ | CAMERA SUPERIOARĂ | CAMERA SUPERIOARĂ | CAMERA SUPERIOARĂ | CAMERA SUPERIOARĂ |
| An. elec. | Leg. nr. | #                       | Nume                           | Portret                 | Născut-decedat          | A preluat funcția       | A părăsit funcția       | Partid                  | #                            | Nume                         | Portret           | Născut-decedat    | A preluat funcția | A părăsit funcția | Partid            |
| --------- | -------- | ----------------------- | ------------------------------ | ----------------------- | ----------------------- | ----------------------- | ----------------------- | ----------------------- | ---------------------------- | ---------------------------- | ----------------- | ----------------- | ----------------- | ----------------- | ----------------- |
| 1901      | XIX      | Adunarea Deputaților    | Adunarea Deputaților           | Adunarea Deputaților    | Adunarea Deputaților    | Adunarea Deputaților    | Adunarea Deputaților    | Adunarea Deputaților    | Senat                        | Senat                        | Senat             | Senat             | Senat             | Senat             | Senat             |
| 1901      | XIX      | 25                      | Mihail Pherekyde               |                         | 1842–1926               | 24 martie 1901          | 9 decembrie 1904        | PNL                     | (13)                         | Eugeniu Stătescu             |                   | 1836–1905         | 24 martie 1901    | 15 noiembrie 1902 | PNL               |
| 1901      | XIX      | 26                      | Ștefan Șendrea                 |                         | 1842–1907               | 9 decembrie 1904        | 23 decembrie 1904       | PNL                     | 15                           | Petre S. Aurelian            |                   | 1833–1909         | 16 noiembrie 1902 | 23 decembrie 1904 | PNL               |
| 1905      | XX       | 27                      | Grigore Trandafil              |                         | 1840–1907               | 25 febuarie 1905        | 23 febuarie 1907        | PC                      | (10)                         | Constantin Boerescu          |                   | 1836–1908         | 25 febuarie 1905  | 26 aprilie 1907   | PC                |
| 1905      | XX       | 28                      | Constantin Cantacuzino-Pașcanu |                         | 1856–1927               | 26 febuarie 1907        | 26 aprilie 1907         | PC                      | (10)                         | Constantin Boerescu          |                   | 1836–1908         | 25 febuarie 1905  | 26 aprilie 1907   | PC                |
| 1907      | XXI      | (25)                    | Mihail Pherekyde               |                         | 1842–1926               | 8 iunie 1907            | 15 decembrie 1909       | PNL                     | (15)                         | Petre S. Aurelian            |                   | 1833–1909         | 9 iunie 1907      | 24 ianuarie 1909  | PNL               |
| 1907      | XXI      | 29                      | Basile M. Missir               |                         | 1843–1929               | 15 decembrie 1909       | 16 febuarie 1910        | PNL                     | (15)                         | Petre S. Aurelian            |                   | 1833–1909         | 9 iunie 1907      | 24 ianuarie 1909  | PNL               |
| 1907      | XXI      | (25)                    | Mihail Pherekyde               |                         | 1842–1926               | 16 ianuarie 1910        | 10 ianuarie 1911        | PNL                     | 16                           | Constantin Budișteanu        |                   | 1838–1911         | 28 ianuarie 1909  | 10 ianuarie 1911  | PNL               |
| 1911      | XXII     | (24)                    | Constantin Olănescu            |                         | 1845–1928               | 8 martie 1911           | 17 octombrie 1912       | PC                      | (11)                         | Gheorghe Grigore Cantacuzino |                   | 1833–1913         | 10 martie 1911    | 23 martie 1913    | PC                |
| 1912      | XXIII    | (28)                    | Constantin Cantacuzino-Pașcanu |                         | 1856–1927               | 1 decembrie 1912        | 11 ianuarie 1914        | PCD                     | (11)                         | Gheorghe Grigore Cantacuzino |                   | 1833–1913         | 10 martie 1911    | 23 martie 1913    | PC                |
| 1912      | XXIII    | (28)                    | Constantin Cantacuzino-Pașcanu | 17                      | 1856–1927               | 1 decembrie 1912        | 11 ianuarie 1914        | PCD                     | Theodor Rosetti              |                              | 1837–1932         | 27 martie 1913    | 3 iulie 1913      | PC                |                   |
| 1912      | XXIII    | (28)                    | Constantin Cantacuzino-Pașcanu | 18                      | 1856–1927               | 1 decembrie 1912        | 11 ianuarie 1914        | PCD                     | Ion Lahovari                 |                              | 1844–1915         | 3 iulie 1913      | 11 ianuarie 1914  | PC                |                   |
| 1914      | XXIV     | (25)                    | Mihail Pherekyde               |                         | 1842–1926               | 21 febuarie 1914        | 11 decembrie 1916       | PNL                     | 19                           | Basile M. Missir             |                   | 1843–1929         | 21 febuarie 1914  | 9 decembrie 1916  | PNL               |
| 1914      | XXIV     | 30                      | Vasile C. Morțun               |                         | 1860–1919               | 11 decembrie 1916       | 25 aprilie 1918         | PNL                     | 20                           | Emanoil Porumbaru            |                   | 1845–1921         | 9 decembrie 1916  | 25 aprilie 1918   | PNL               |
| 1918      | XXV      | 31                      | Constantin Meissner            |                         | 1854–1942               | 5 iunie 1918            | 5 noiembrie 1918        | PCP                     | 21                           | Dimitrie I. Dobrescu         |                   | 1869–1948         | 4 iunie 1918      | 5 noiembrie 1918  | PCP               |
| 1919      | XXVI     | 32                      | Alexandru Vaida-Voevod         |                         | 1872–1950               | 28 noiembrie 1919       | 1 decembrie 1919        | PNR                     | 22                           | Paul Bujor                   |                   | 1862 - 1952       | 28 decembrie 1918 | 26 martie 1920    | PȚB               |
| 1919      | XXVI     | 33                      | Nicolae Iorga                  |                         | 1871–1940               | 9 decembrie 1919        | 26 martie 1920          | PND                     | 22                           | Paul Bujor                   |                   | 1862 - 1952       | 28 decembrie 1918 | 26 martie 1920    | PȚB               |
| 1920      | XXVII    | 34                      | Duiliu Zamfirescu              |                         | 1858–1922               | 30 iunie 1920           | 22 ianuarie 1922        | PP                      | 23                           | Constantin Coandă            |                   | 1857–1932         | 22 iunie 1920     | 22 ianuarie 1922  | PP                |
| 1922      | XXVIII   | 35                      | Mihail Orleanu                 |                         | 1859–1942               | 6 aprilie 1922          | 27 martie 1926          | PNL                     | 24                           | Mihail Pherekyde             |                   | 1842–1926         | 31 martie 1922    | 24 ianuarie 1926  | PNL               |
| 1922      | XXVIII   | 35                      | Mihail Orleanu                 | 25                      | 1859–1942               | 6 aprilie 1922          | 27 martie 1926          | PNL                     | Constantin I. Nicolaescu     |                              | 1861–1945         | 3 febuarie 1926   | 27 martie 1926    | PNL               |                   |
| 1926      | XXIX     | 36                      | Petre P. Negulescu             |                         | 1870–1951               | 10 iulie 1926           | 5 iunie 1927            | PP                      | (23)                         | Constantin Coandă            |                   | 1857–1932         | 8 iulie 1926      | 5 iunie 1927      | PP                |
| 1927      | XXX      | 37                      | Nicolae Săveanu                |                         | 1866–1952               | 30 iulie 1927           | 10 noiembrie 1928       | PNL                     | 26                           | Constantin I. Nicolaescu     |                   | 1861–1945         | 18 iunie 1927     | 10 noiembrie 1928 | PNL               |
| 1928      | XXXI     | 38                      | Ștefan Cicio Pop               |                         | 1865–1934               | 23 decembrie 1928       | 30 aprilie 1931         | PNȚ                     | 27                           | Traian Bratu                 |                   | 1875–1940         | 23 decembrie 1928 | 30 aprilie 1931   | PNȚ               |
| 1931      | XXXII    | 39                      | Dimitrie Pompeiu               |                         | 1873–1954               | 20 iunie 1931           | 10 iunie 1932           | PND                     | 28                           | Mihail Sadoveanu             |                   | 1880–1961         | 18 June 1931      | 10 June 1932      | Ind.              |
| 1932      | XXXIII   | (38)                    | Ștefan Cicio Pop               |                         | 1865–1934               | 10 august 1932          | 18 noiembrie 1933       | PNȚ                     | 29                           | Neculai Costăchescu          |                   | 1876–1939         | 4 august 1932     | 18 noiembrie 1933 | PNȚ               |
| 1933      | XXXIV    | (37)                    | Nicolae Săveanu                |                         | 1866–1952               | 10 febuarie 1934        | 19 noiembrie 1937       | PNL                     | 31                           | Leonte Moldovan              |                   | 1865–1943         | 10 febuarie 1934  | 15 noiembrie 1935 | PNL               |
| 1934      | XXXV     | (37)                    | Nicolae Săveanu                |                         | 1866–1952               | 10 febuarie 1934        | 19 noiembrie 1937       | PNL                     | 31                           | Leonte Moldovan              |                   | 1865–1943         | 10 febuarie 1934  | 15 noiembrie 1935 | PNL               |
| 1934      | XXXV     | (37)                    | Nicolae Săveanu                | 32                      | 1866–1952               | 10 febuarie 1934        | 19 noiembrie 1937       | PNL                     | Constantin Dimitriu-Dovlecel |                              | 1872–1945         | 15 noiembrie 1935 | 15 noiembrie 1936 | PNL               |                   |
| 1934      | XXXV     | (37)                    | Nicolae Săveanu                | 33                      | 1866–1952               | 10 febuarie 1934        | 19 noiembrie 1937       | PNL                     | Alexandru Lapedatu           |                              |                   | 16 noiembrie 1936 | 20 martie 1937    | PNL               |                   |
| 1937      | XXXVI    | (37)                    | Nicolae Săveanu                | 33                      | 1866–1952               | 10 febuarie 1934        | 19 noiembrie 1937       | PNL                     | Alexandru Lapedatu           |                              |                   | 16 noiembrie 1936 | 20 martie 1937    | PNL               |                   |
| 1939      | XXXVII   | (32)                    | Alexandru Vaida-Voevod         |                         | 1872–1950               | 9 iunie 1939            | 5 septembrie 1940       | FRN                     | 34                           | Nicolae Iorga                |                   | 1871–1940         | 9 iunie 1939      | 13 iunie 1939     | Ind.              |
| 1939      | XXXVII   | (32)                    | Alexandru Vaida-Voevod         | 35                      | 1872–1950               | 9 iunie 1939            | 5 septembrie 1940       | FRN                     | Constantin Argetoianu        |                              | 1871–1955         | 15 iunie 1939     | 5 august 1940     | FRN               |                   |
| 1946      | XXXVIII  | 40                      | Mihail Sadoveanu               |                         | 1880–1961               | 5 decembrie 1946        | 24 febuarie 1948        | BPD                     | suspendată                   | suspendată                   | suspendată        | suspendată        | suspendată        | suspendată        | suspendată        |
| 1948      | XXXIX    | Marea Adunare Națională | Marea Adunare Națională        | Marea Adunare Națională | Marea Adunare Națională | Marea Adunare Națională | Marea Adunare Națională | Marea Adunare Națională | desființată                  | desființată                  | desființată       | desființată       | desființată       | desființată       | desființată       |
| 1948      | XXXIX    | 41                      | Gheorghe Apostol               |                         | 1913–2010               | 7 aprilie 1948          | 11 iunie 1948           | PMR                     | desființată                  | desființată                  | desființată       | desființată       | desființată       | desființată       | desființată       |
| 1948      | XXXIX    | 42                      | Constantin Agiu                |                         | 1891–1961               | 11 iunie 1948           | 27 decembrie 1948       | PMR                     | desființată                  | desființată                  | desființată       | desființată       | desființată       | desființată       | desființată       |
| 1948      | XXXIX    | 43                      | Constantin Pârvulescu          |                         | 1895–1992               | 27 decembrie 1948       | 5 iulie 1949            | PMR                     | desființată                  | desființată                  | desființată       | desființată       | desființată       | desființată       | desființată       |
| 1948      | XXXIX    | 44                      | Dumitru Petrescu               |                         | 1906-1969               | 5 iulie 1949            | 28 decembrie 1949       | PMR                     | desființată                  | desființată                  | desființată       | desființată       | desființată       | desființată       | desființată       |
| 1948      | XXXIX    | 45                      | Alexandru Drăghici             |                         | 1913-1993               | 28 decembrie 1949       | 26 ianuarie 1950        | PMR                     | desființată                  | desființată                  | desființată       | desființată       | desființată       | desființată       | desființată       |
| 1948      | XXXIX    | (44)                    | Dumitru Petrescu               |                         | 1906-1969               | 26 ianuarie 1950        | 29 mai 1950             | PMR                     | desființată                  | desființată                  | desființată       | desființată       | desființată       | desființată       | desființată       |
| 1948      | XXXIX    | 46                      | Constantin Doncea              |                         | 1904–1973               | 29 mai 1950             | 6 septembrie 1950       | PMR                     | desființată                  | desființată                  | desființată       | desființată       | desființată       | desființată       | desființată       |
| 1948      | XXXIX    | (41)                    | Gheorghe Apostol               |                         | 1913–2010               | 6 septembrie 1950       | 5 aprilie 1951          | PMR                     | desființată                  | desființată                  | desființată       | desființată       | desființată       | desființată       | desființată       |
| 1948      | XXXIX    | 47                      | Ioan Vințe                     |                         | 1910–1996               | 5 aprilie 1951          | 26 martie 1952          | PMR                     | desființată                  | desființată                  | desființată       | desființată       | desființată       | desființată       | desființată       |
| 1948      | XXXIX    | (41)                    | Gheorghe Apostol               |                         | 1913–2010               | 26 martie 1952          | 6 iunie 1952            | PMR                     | desființată                  | desființată                  | desființată       | desființată       | desființată       | desființată       | desființată       |
| 1948      | XXXIX    | 48                      | Gheorghe Stoica                |                         | 1900-1976               | 2 iunie 1952            | 30 noiembrie 1952       | PMR                     | desființată                  | desființată                  | desființată       | desființată       | desființată       | desființată       | desființată       |
| 1952      | XL       | (45)                    | Constantin Pârvulescu          |                         | 1895–1992               | 23 ianuarie 1953        | 5 martie 1961           | PMR                     | desființată                  | desființată                  | desființată       | desființată       | desființată       | desființată       | desființată       |
| 1957      | XLI      | (45)                    | Constantin Pârvulescu          |                         | 1895–1992               | 23 ianuarie 1953        | 5 martie 1961           | PMR                     | desființată                  | desființată                  | desființată       | desființată       | desființată       | desființată       | desființată       |
| 1961      | XLII     | (45)                    | Constantin Pârvulescu          |                         | 1895–1992               | 23 ianuarie 1953        | 5 martie 1961           | PMR                     | desființată                  | desființată                  | desființată       | desființată       | desființată       | desființată       | desființată       |
| 1961      | XLII     | 49                      | Ștefan Voitec                  |                         | 1900–1984               | 20 martie 1961          | 28 martie 1974          | PMR/PCR                 | desființată                  | desființată                  | desființată       | desființată       | desființată       | desființată       | desființată       |
| 1965      | XLIII    | 49                      | Ștefan Voitec                  |                         | 1900–1984               | 20 martie 1961          | 28 martie 1974          | PMR/PCR                 | desființată                  | desființată                  | desființată       | desființată       | desființată       | desființată       | desființată       |
| 1969      | XLIV     | 49                      | Ștefan Voitec                  |                         | 1900–1984               | 20 martie 1961          | 28 martie 1974          | PMR/PCR                 | desființată                  | desființată                  | desființată       | desființată       | desființată       | desființată       | desființată       |
| 1969      | XLIV     | 50                      | Miron Constantinescu           |                         | 1917–1974               | 28 martie 1974          | 18 iulie 1974           | PCR                     | desființată                  | desființată                  | desființată       | desființată       | desființată       | desființată       | desființată       |
| 1969      | XLIV     | 51                      | Nicolae Giosan                 |                         | 1921-1990               | 26 iulie 1974           | 12 decembrie 1989       | PCR                     | desființată                  | desființată                  | desființată       | desființată       | desființată       | desființată       | desființată       |
| 1975      | XLV      | 51                      | Nicolae Giosan                 |                         | 1921-1990               | 26 iulie 1974           | 12 decembrie 1989       | PCR                     | desființată                  | desființată                  | desființată       | desființată       | desființată       | desființată       | desființată       |
| 1980      | XLVI     | 51                      | Nicolae Giosan                 |                         | 1921-1990               | 26 iulie 1974           | 12 decembrie 1989       | PCR                     | desființată                  | desființată                  | desființată       | desființată       | desființată       | desființată       | desființată       |
| 1985      | XLVII    | 51                      | Nicolae Giosan                 |                         | 1921-1990               | 26 iulie 1974           | 12 decembrie 1989       | PCR                     | desființată                  | desființată                  | desființată       | desființată       | desființată       | desființată       | desființată       |
| 1990      | XLVIII   | Adunarea Deputaților    | Adunarea Deputaților           | Adunarea Deputaților    | Adunarea Deputaților    | Adunarea Deputaților    | Adunarea Deputaților    | Adunarea Deputaților    | Senat                        | Senat                        | Senat             | Senat             | Senat             | Senat             | Senat             |
| 1990      | XLVIII   | 52                      | Marțian Dan                    |                         | 1935–2002               | 19 iunie 1990           | 16 octombrie 1992       | FSN                     | 35                           | Alexandru Bârlădeanu         |                   | 1911–1997         | 18 iunie 1990     | 16 octombrie 1992 | FSN               |
| 1992      | XLIX     | Camera Deputaților      | Camera Deputaților             | Camera Deputaților      | Camera Deputaților      | Camera Deputaților      | Camera Deputaților      | Camera Deputaților      | 36                           | Oliviu Gherman               |                   | 1930–2020         | 22 octombrie 1992 | 22 noiembrie 1996 | FDSN/PDSR         |
| 1992      | XLIX     | 53                      | Adrian Năstase                 |                         | 1950–                   | 28 octombrie 1992       | 22 noiembrie 1996       | FDSN/PDSR               | 36                           | Oliviu Gherman               |                   | 1930–2020         | 22 octombrie 1992 | 22 noiembrie 1996 | FDSN/PDSR         |
| 1996      | L        | 54                      | Ion Diaconescu                 |                         | 1917–2011               | 27 noiembrie 1996       | 30 noiembrie 2000       | PNȚCD                   | 37                           | Petre Roman                  |                   | 1946–             | 27 noiembrie 1996 | 22 decembrie 1999 | PD                |
| 1996      | L        | 54                      | Ion Diaconescu                 | 38                      | 1917–2011               | 27 noiembrie 1996       | 30 noiembrie 2000       | PNȚCD                   | Mircea Ionescu-Quintus       |                              | 1917–2017         | 4 febuarie 2000   | 30 noiembrie 2000 | PNL               |                   |
| 2000      | LI       | 55                      | Valer Dorneanu                 |                         | 1944–                   | 15 decembrie 2000       | 30 noiembrie 2004       | PDSR/PSD                | 39                           | Nicolae Văcăroiu             |                   | 1943–             | 15 decembrie 2000 | 14 noiembrie 2008 | PDSR/PSD          |

#### Secolul al XXI-lea
| An. elec. | Leg. nr. | CAMERA INFERIOARĂ  | CAMERA INFERIOARĂ               | CAMERA INFERIOARĂ  | CAMERA INFERIOARĂ  | CAMERA INFERIOARĂ  | CAMERA INFERIOARĂ            | CAMERA INFERIOARĂ  | CAMERA SUPERIOARĂ               | CAMERA SUPERIOARĂ | CAMERA SUPERIOARĂ | CAMERA SUPERIOARĂ  | CAMERA SUPERIOARĂ  | CAMERA SUPERIOARĂ     | CAMERA SUPERIOARĂ |
| An. elec. | Leg. nr. | #                  | Nume                            | Portret            | Născut-decedat     | A preluat funcția  | A părăsit funcția            | Partid             | #                               | Nume              | Portret           | Născut-decedat     | A preluat funcția  | A părăsit funcția     | Partid            |
| --------- | -------- | ------------------ | ------------------------------- | ------------------ | ------------------ | ------------------ | ---------------------------- | ------------------ | ------------------------------- | ----------------- | ----------------- | ------------------ | ------------------ | --------------------- | ----------------- |
| 2004      | LII      | Camera Deputaților | Camera Deputaților              | Camera Deputaților | Camera Deputaților | Camera Deputaților | Camera Deputaților           | Camera Deputaților | Senat                           | Senat             | Senat             | Senat              | Senat              | Senat                 | Senat             |
| 2004      | LII      | (53)               | Adrian Năstase                  |                    | 1950–              | 19 decembrie 2004  | 16 martie 2006               | PSD                | 39                              | Nicolae Văcăroiu  |                   | 1943–              | 15 December 2000   | 14 October 2008       | PDSR/PSD          |
| 2004      | LII      | 56                 | Bogdan Olteanu                  |                    | 1971–              | 20 martie 2006     | 13 decembrie 2008            | PNL                | 39                              | Nicolae Văcăroiu  |                   | 1943–              | 15 December 2000   | 14 October 2008       | PDSR/PSD          |
| 2004      | LII      | 56                 | Bogdan Olteanu                  | —                  | 1971–              | 20 martie 2006     | 13 decembrie 2008            | PNL                | Doru Ioan Tărăcilă (interimar)  |                   | 1951–             | 14 octombrie 2008  | 28 octombrie 2008  | PSD                   |                   |
| 2004      | LII      | 56                 | Bogdan Olteanu                  | 40                 | 1971–              | 20 martie 2006     | 13 decembrie 2008            | PNL                | Ilie Sârbu                      |                   | 1950–             | 28 octombrie 2008  | 13 decembrie 2009  | PSD                   |                   |
| 2008      | LIII     | 57                 | Roberta Anastase                |                    | 1976–              | 19 decembrie 2008  | 3 iulie 2012                 | PDL                | 41                              | Mircea Geoană     |                   | 1958–              | 19 decembrie 2009  | 23 noiembrie 2011     | PSD               |
| 2008      | LIII     | 57                 | Roberta Anastase                | —                  | 1976–              | 19 decembrie 2008  | 3 iulie 2012                 | PDL                | Petru Filip (interimar)         |                   | 1955–             | 23 noiembrie 2011  | 28 noiembrie 2011  | PDL                   |                   |
| 2008      | LIII     | 57                 | Roberta Anastase                | 43                 | 1976–              | 19 decembrie 2008  | 3 iulie 2012                 | PDL                | Vasile Blaga                    |                   | 1956–             | 28 noiembrie 2011  | 3 iulie 2012       | PDL                   |                   |
| 2008      | LIII     | 58                 | Valeriu Zgonea                  |                    | 1967–              | 3 iulie 2012       | 20 decembrie 2012            | PSD                | 44                              | Crin Antonescu    |                   | 1959–              | 3 iulie 2012       | 20 decembrie 2012     | PNL               |
| 2012      | LIV      | 58                 | Valeriu Zgonea                  | 20 decembrie 2012  | 1967–              | 13 iunie 2016      | 19 decembrie 2012            | PSD                | 44                              | Crin Antonescu    | 4 martie 2014     | 1959–              |                    |                       | PNL               |
| 2012      | LIV      | 58                 | Valeriu Zgonea                  | 20 decembrie 2012  | 1967–              | 13 iunie 2016      | —                            | PSD                | Cristian Dumitrescu (interimar) |                   | 1955–             | 5 martie 2014      | 10 martie 2014     | PSD                   |                   |
| 2012      | LIV      | 58                 | Valeriu Zgonea                  | 20 decembrie 2012  | 1967–              | 13 iunie 2016      | 45                           | PSD                | Călin Popescu-Tăriceanu         |                   | 1952–             | 10 martie 2014     | 21 decembrie 2016  | Ind./PLR/ALDE         |                   |
| 2012      | LIV      | —                  | Florin Iordache (interimar)     |                    | 1960–              | 13 iunie 2016      | 45                           | septembrie 2016    | Călin Popescu-Tăriceanu         | PSD               | 1952–             | 10 martie 2014     | 21 decembrie 2016  | Ind./PLR/ALDE         |                   |
| 2012      | LIV      | 59                 | Florin Iordache                 | septembrie 2016    | 1960–              | 21 decembrie 2016  | 45                           |                    | Călin Popescu-Tăriceanu         | PSD               | 1952–             | 10 martie 2014     | 21 decembrie 2016  | Ind./PLR/ALDE         |                   |
| 2016      | LV       | 60                 | Liviu Dragnea                   |                    | 1962–              | 21 decembrie 2016  | 45                           | 27 mai 2019        | Călin Popescu-Tăriceanu         | PSD               | 1952–             | 21 decembrie 2016  | 2 septembrie 2019  | ALDE                  |                   |
| 2016      | LV       | 61                 | Marcel Ciolacu                  |                    | 1967–              | 29 mai 2019        | 45                           | 21 decembrie 2020  | Călin Popescu-Tăriceanu         | PSD               | 1952–             | 21 decembrie 2016  | 2 septembrie 2019  | ALDE                  |                   |
| 2016      | LV       | 61                 | Marcel Ciolacu                  | —                  | 1967–              | 29 mai 2019        | Șerban Valeca (interimar)    | 21 decembrie 2020  |                                 | PSD               | 1956–2022         | 2 septembrie 2019  | 10 septembrie 2019 | PSD                   |                   |
| 2016      | LV       | 61                 | Marcel Ciolacu                  | 46                 | 1967–              | 29 mai 2019        | Teodor Meleșcanu             | 21 decembrie 2020  |                                 | PSD               | 1941–             | 10 septembrie 2019 | 3 febuarie 2020    | Ind. sprijinit de PSD |                   |
| 2016      | LV       | 61                 | Marcel Ciolacu                  | —                  | 1967–              | 29 mai 2019        | Titus Corlățean (interimar)  | 21 decembrie 2020  |                                 | PSD               | 1968–             | 3 febuarie 2020    | 9 aprilie 2020     | PSD                   |                   |
| 2016      | LV       | 61                 | Marcel Ciolacu                  | —                  | 1967–              | 29 mai 2019        | Robert Cazanciuc (interimar) | 21 decembrie 2020  |                                 | PSD               | 1971–             | 9 aprilie 2020     | 21 decembrie 2020  | PSD                   |                   |
| 2020      | LVI      | 62                 | Ludovic Orban                   |                    | 1963–              | 22 decembrie 2020  | 18 octombrie 2021            | PNL                | 47                              | Anca Dragu        |                   | 1972–              | 21 decembrie 2020  | 23 noiembrie 2021     | USR PLUS          |
| 2020      | LVI      | 63                 | Marcel Ciolacu                  |                    | 1967–              | 23 noiembrie 2021  | 15 iunie 2023                | PSD                | 48                              | Florin Cîțu       |                   | 1972–              | 23 noiembrie 2021  | 29 iunie 2022         | PNL               |
| 2020      | LVI      | 63                 | Marcel Ciolacu                  | —                  | 1967–              | 23 noiembrie 2021  | 15 iunie 2023                | PSD                | Alina Gorghiu (interimar)       |                   | 1978–             | 29 iunie 2022      | 13 iunie 2023      | PNL                   |                   |
| 2020      | LVI      | 63                 | Marcel Ciolacu                  | 49                 | 1967–              | 23 noiembrie 2021  | 15 iunie 2023                | PSD                | Nicolae Ciucă                   |                   | 1967–             | 13 iunie 2023      | 23 decembrie 2024  | PNL                   |                   |
| 2020      | LVI      | —                  | Alfred Simonis (interimar)      | 49                 |                    | 1985–              | 15 iunie 2023                | 2 septembrie 2024  | Nicolae Ciucă                   | PSD               | 1967–             | 13 iunie 2023      | 23 decembrie 2024  | PNL                   |                   |
| 2020      | LVI      | —                  | Vasile-Daniel Suciu (interimar) | 49                 |                    | 1980–              | 2 septembrie 2024            | 23 decembrie 2024  | Nicolae Ciucă                   | PSD               | 1967–             | 13 iunie 2023      | 23 decembrie 2024  | PNL                   |                   |
| 2024      | LVII     | 64                 | Ciprian Șerban                  |                    | 1985–              | 23 decembrie 2024  | 23 iunie 2025                | PSD                | 50                              | Ilie Bolojan      |                   | 1969–              | 23 decembrie 2024  | 12 februarie 2025     | PNL               |
| 2024      | LVII     | 64                 | Ciprian Șerban                  | 26 mai 2025        | 1985–              | 23 decembrie 2024  | 23 iunie 2025                | PSD                | 50                              | Ilie Bolojan      | 23 iunie 2025     | 1969–              |                    |                       | PNL               |
| 2024      | LVII     | 64                 | Ciprian Șerban                  | –                  | 1985–              | 23 decembrie 2024  | 23 iunie 2025                | PSD                | Mircea Abrudean (interimar)     |                   | 1984–             | 12 februare 2025   | 26 mai 2025        | PNL                   |                   |
| 2024      | LVII     | 65                 | Sorin Grindeanu                 |                    | 1973–              | 24 iunie 2025      | prezent                      | PSD                | 51                              | Mircea Abrudean   | 1984–             | 24 iunie 2025      | prezent            | PNL                   |                   |

## Organizare
Următoarele instituții sunt în subordinea Parlamentului României
- Autoritatea Națională pentru Administrare și Reglementare în Comunicații - de la data de 19 martie 2009[9]
- Comisia de Supraveghere a Sistemului de Pensii Private[10]